# Juan Antonio De Benedictis

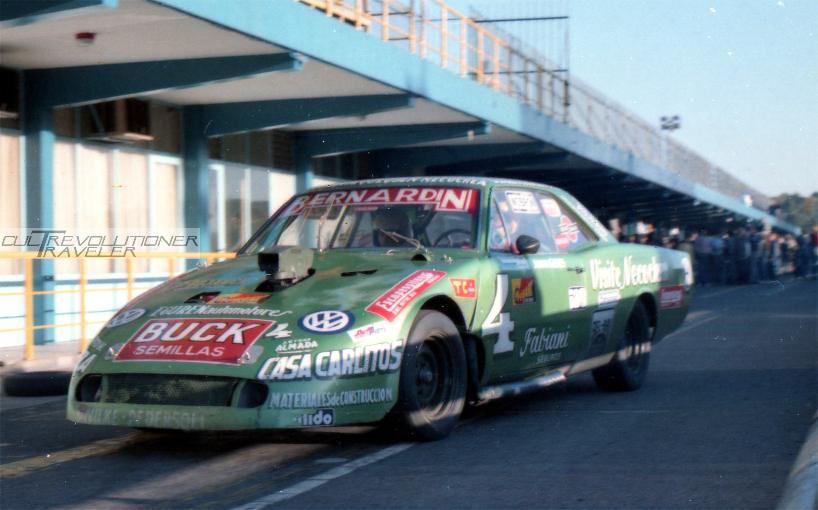
Dodge GTX de 1986.

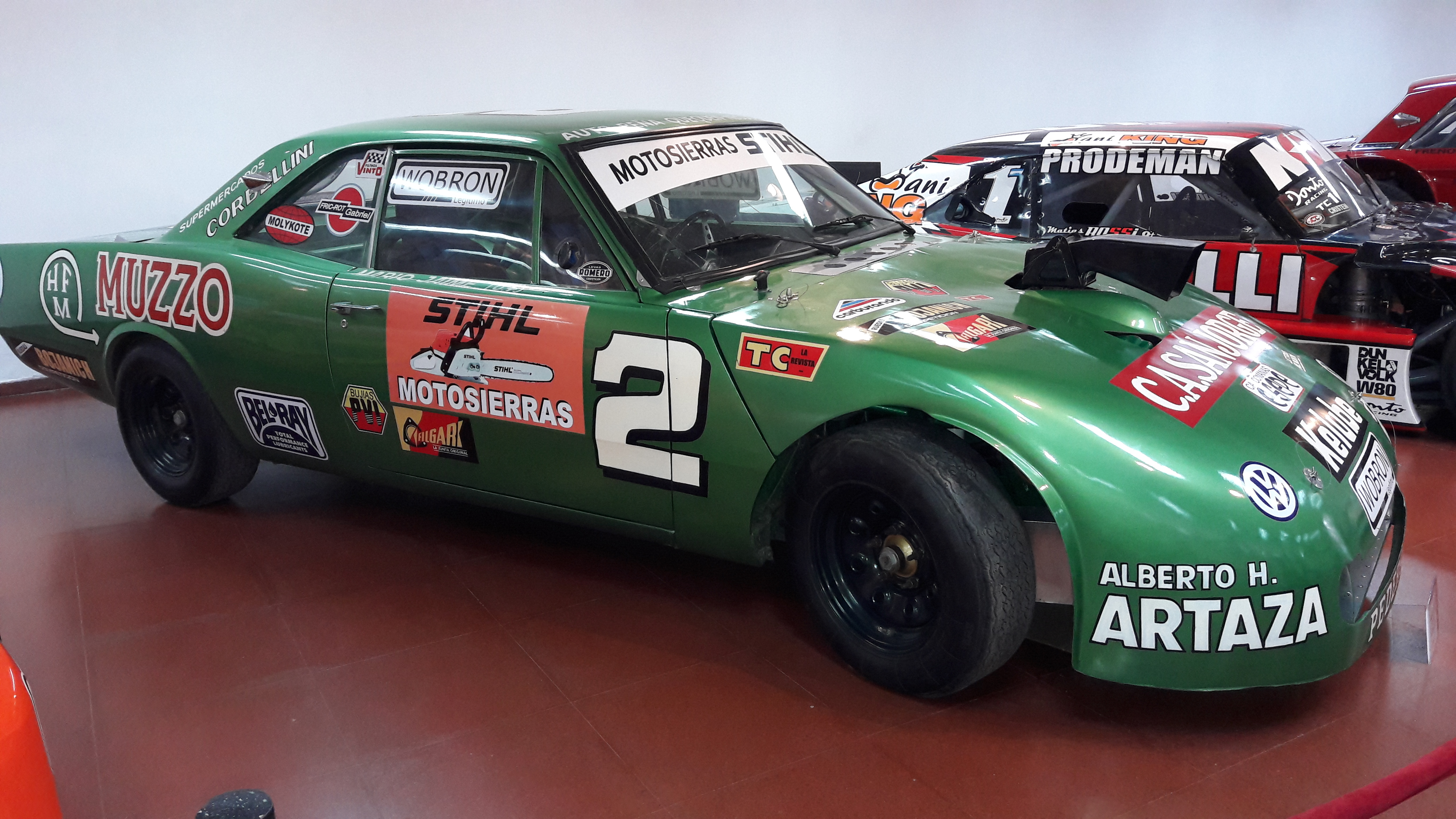
Dodge GTX de 1987 Expo Autos, Museo de Bellas Artes de Luján.

Juan Antonio De Benedictis (Necochea, Provincia de Buenos Aires; 28 de diciembre de 1954), conocido popularmente como  Johnny De Benedictis, es un expiloto argentino de automovilismo. Es reconocido por su trayectoria a nivel nacional en el Turismo Carretera, donde cosechó tres subcampeonatos en toda su carrera: 1986, 1993 y 1994. Todos estos logros los obtuvo con las marcas Dodge y Ford. 
A pesar de no haber obtenido título alguno en esta categoría, su constancia a la hora de las definiciones y su modo de manejar, lo pusieron en un lugar destacado en la galería de valores del TC y de las hinchadas de Dodge y Ford.
Otra característica singular de este piloto fue el de haber elegido para identificar a sus autos al color verde, color que diera origen al famoso apodo de El Pampero Verde, con el cual fueron conocidos sus coches con los que corrió. Este apodo también vino a dar origen a la «Guerra de los colores» en la cual enfrentó a La Naranja Mecánica, mote que recibieran los vehículos que condujera uno de sus más prestigiosos rivales: Oscar Castellano. 
Se retiró en el año 1995 para dar paso a una nueva actividad: la preparación de motores. En este sentido, Johnny De Benedictis fue uno de los principales preparadores y proveedores de motores de la marca Ford para el Turismo Carretera. Uno de sus clientes más destacados en su momento, fue el excampeón Omar Martínez. En sus últimos años como preparador, se abocó a la atención de los motores de sus hijos Juan Bautista y Franco De Benedictis, quienes tuvieran sus participaciones en las distintas divisionales de la Asociación Corredores de Turismo Carretera, logrando Juan Bautista los títulos de 2005 y 2006 en TC Mouras y TC Pista respectivamente, mientras que Franco se alzaría con el subcampeonato 2010 de TC Mouras. Finalmente, Johnny De Benedictis anunció su retiro en el 2015 como preparador de motores, en consecuencia a un grave accidente automovilístico sufrido en diciembre de 2014.

## Logros en el TC

### Victorias en TC
| Carrera n.º | Fecha                    | Circuito                      | Marca       |
| ----------- | ------------------------ | ----------------------------- | ----------- |
| 645         | 22 de noviembre de 1981  | Vuelta de Pergamino           | Dodge GTX   |
| 649         | 11 de abril de 1982      | Vuelta de Necochea            | Dodge GTX   |
| 657         | 19 de septiembre de 1982 | Vuelta de Santiago del Estero | Dodge GTX   |
| 708         | 29 de septiembre de 1985 | Balcarce                      | Dodge GTX   |
| 715         | 23 de febrero de 1986    | Santa Teresita                | Dodge GTX   |
| 717         | 23 de marzo de 1986      | Punta Alta                    | Dodge GTX   |
| 719         | 25 de mayo de 1986       | Las Flores                    | Dodge GTX   |
| 720         | 8 de junio de 1986       | Vuelta de San Lorenzo         | Dodge GTX   |
| 756         | 17 de julio de 1988      | Autódromo de Buenos Aires     | Dodge GTX   |
| 762         | 20 de noviembre de 1988  | Junín                         | Dodge GTX   |
| 780         | 18 de febrero de 1990    | Santa Teresita                | Ford Falcon |
| 786         | 17 de junio de 1990      | Vuelta de San Lorenzo         | Ford Falcon |
| 838         | 19 de septiembre de 1993 | 2 horas de Buenos Aires       | Ford Falcon |
| 850         | 19 de junio de 1994      | Autódromo de Buenos Aires     | Ford Falcon |
| 856         | 23 de octubre de 1994    | Punta Indio                   | Ford Falcon |
| 861         | 5 de marzo de 1995       | Balcarce                      | Ford Falcon |

Total: 16 victorias finales

### Palmarés
| Título     | Especialidad      | Marca        | Año  |
| ---------- | ----------------- | ------------ | ---- |
| Subcampeón | Turismo Carretera | Dodge Polara | 1986 |
| Subcampeón | Turismo Carretera | Ford Falcon  | 1993 |
| Subcampeón | Turismo Carretera | Ford Falcon  | 1994 |